# 1901 (numero)
Millenovecentouno (1901) è il numero naturale dopo il 1900 e prima del 1902.

## Proprietà matematiche
- È un numero dispari.
- È un numero primo e un numero primo forte.
  - È un numero primo di Sophie Germain.
  - È un numero primo di Chen.
- È un numero difettivo.
- È un numero omirp.
- È esprimibile in un solo modo come somma di due quadrati: 1901 = 1225 + 676 = 352 + 262.
- È un numero congruente.
- È un numero nontotiente in quanto dispari e diverso da 1.
- È un numero malvagio.
- È un numero intero privo di quadrati.
- È parte delle terne pitagoriche (549, 1820, 1901), (1901, 1806900, 1806901).

## Astronomia
- 1901 Moravia è un asteroide della fascia principale del sistema solare.

## Astronautica
- Cosmos 1901 è un satellite artificiale russo.